# Таутово
Тау́тово (чув. Тавӑт) — деревня в Аликовском муниципальном округе Чувашской Республики. Являлась административным центром Таутовского сельского поселения до его упразднения в 2022 году.

## Общие сведения о деревне
Улицы: Школьная, Колхозная, Луговая, Молодёжная и 50 лет Победы, Ветеринарный переулок. В деревне имеется средняя школа, дворец культуры, детский сад, библиотека, медпункт, узел связи, магазин, спортивный стадион, хоккейная площадка. В настоящее время деревня в основном газифицирована. Рядом с деревней растет смешанный лес.

### География
Таутово расположено юго-западнее административного центра Аликово на 10 км. Рядом проходит автомобильная дорога Чебоксары-Аликово-Раскильдино.

### Климат
Климат умеренно континентальный с продолжительной холодной зимой и тёплым летом. Средняя температура января −12,9 °C, июля 18,3 °C, абсолютный минимум достигал −44 °C, абсолютный максимум 37 °C. За год в среднем выпадает до 552 мм осадков.

### Демография
| 2010 | 2012 |
| ---- | ---- |
| 462  | ↗539 |

Население: чувашское — 551 человек (2006 г.).

## Название
Название происходит предположительно от имени некрещеного чуваша, поселившегося в этих землях.

## История
По проведённой 1781-82 годах переписи в деревне жили 55 ревизских душ.
К 1859 году в деревне было 66 дворов, 175 мужчин, 190 женщин. В 1897 году в деревне проживало 248 мужчин и 235 женщин. В 1907 году Таутово насчитывало 566 человек, а к 1926 году селение стало самой крупной в окрестных землях — при 128 дворах и 642 жителях.
В 1885 году в Таутово открывается церковно-приходская школа.
До 1927 года Таутово входила в Аликовскую волость Ядринского уезда. С 1 ноября 1927 года деревня в составе Аликовского района, а 20 декабря 1962 года включена в Вурнарский район. С 14 марта 1965 года — снова в Аликовском районе.
В 1974 году открыли новое здание школы, в 1977 году открыли новый Дом Культуры и библиотеку.
Распался колхоз «Таутово», основное место работы жителей деревни.

## Связь и средства массовой информации
- Связь: ОАО «Волгателеком», Би Лайн, МТС, Мегафон. Развит интернет ADSL технологии.
- Газеты и журналы: Аликовская районная газета «Пурнăç çулĕпе»-«По жизненному пути».
- Телевидение:Население использует эфирное и спутниковое телевидение. Эфирное телевидение позволяет принимать национальный канал на чувашском и русском языках.

## Знаменитые уроженцы
- Андреева, Зоя Захаровна — народная артистка Чувашской республики.

## Образование, здравоохранение, культура
- МОУ «Таутовская СОШ им. Б. С. Маркова».
- Таутовский офис врача общей практики.
- Таутовский культурно-досуговый центр.
- Таутовская сельская библиотека.
- Таутовский школьный краеведческий музей.

## Фотоальбом

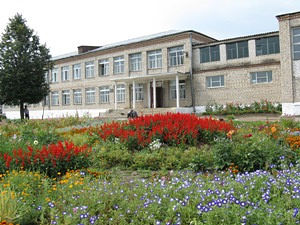
Таутовская школа
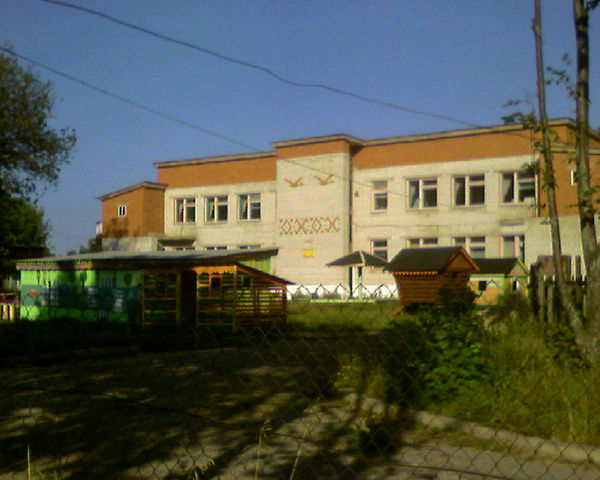
Детский сад
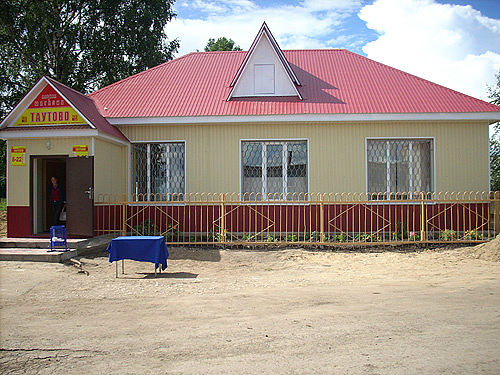
Магазин
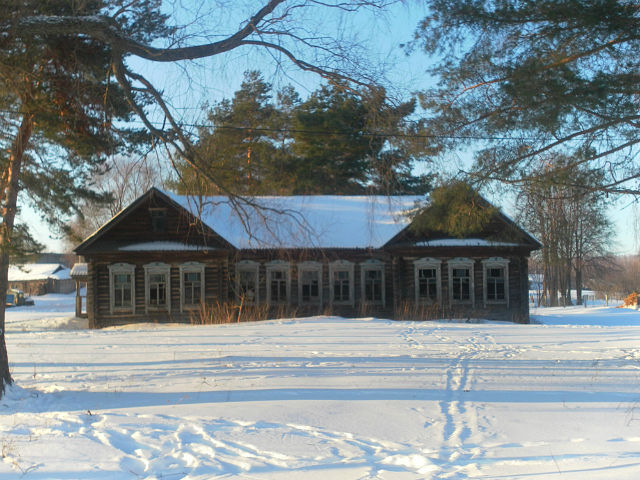
Старый клуб
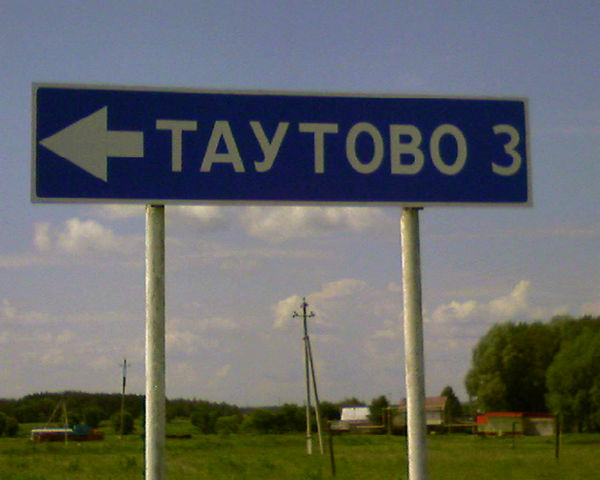
Дорога в Таутово